# Салуда (Южная Каролина)
Салуда (англ. Saluda) — крупнейший город и административный центр (столица) одноимённого округа в штате Южная Каролина в Соединённых Штатах Америки.
Согласно результатам переписи населения США, проведённой в 2020 году, число жителей города составляло 3122 человек, что, для такого небольшого населённого пункта, существенно меньше (− 12,4%), чем было во время предыдущей переписи прошедшей в 2010 году (3565 человек).

## История

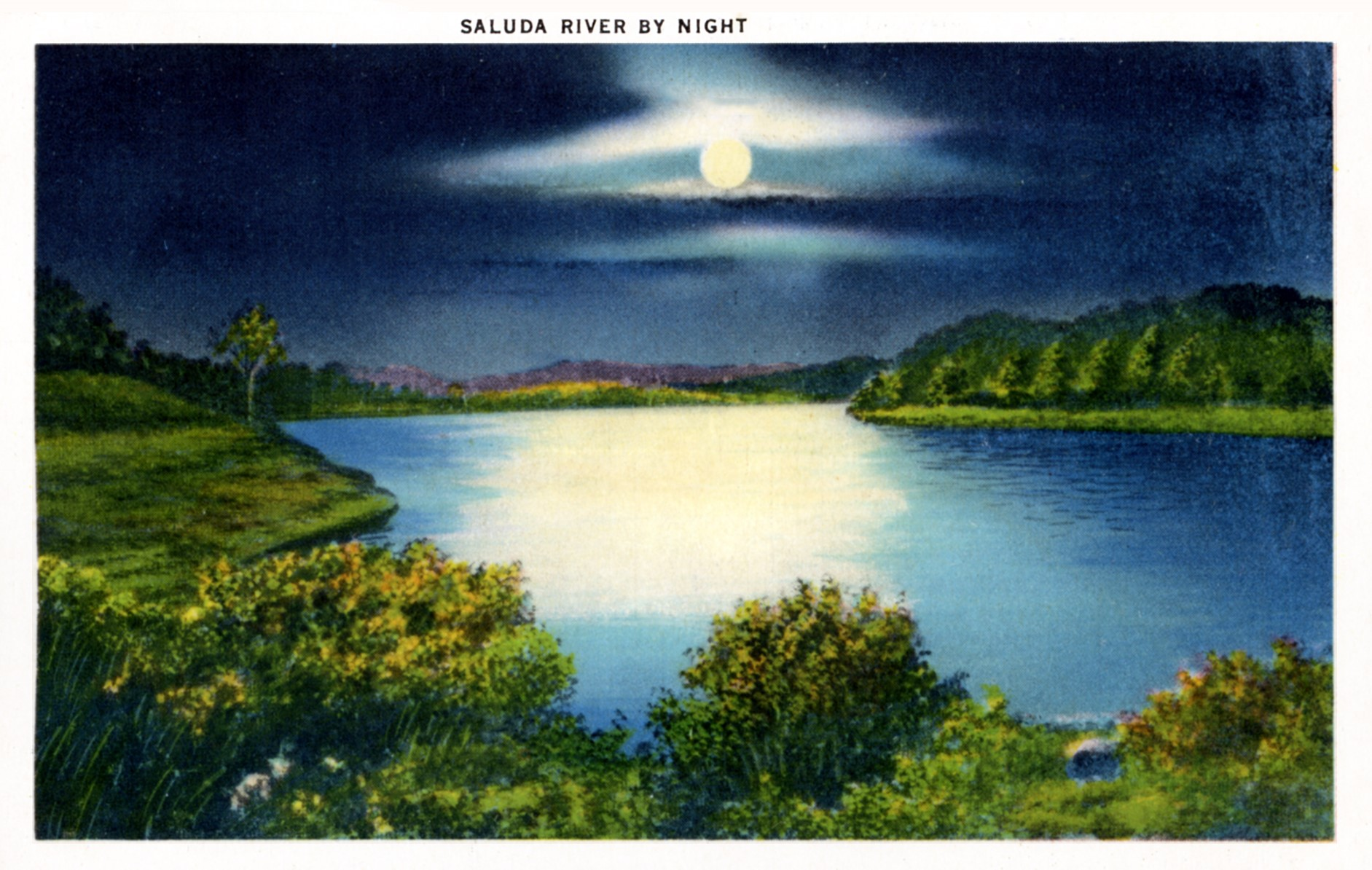
Река Салуда (река)

До образования округа Салуда в 1896 году город назывался Редбанк (англ. Redbank) и был переименован в соответствии с названием округа, административным центром которого он стал; название образовано от имени близлежащей реки. Это довольно распространённое в штате Южная Каролина явление, когда округ и его столица имеют одно и тоже название.
Исторический центр города и множество отдельных архитектурных объектов города были занесены в Национальный реестр исторических мест США, что привлекает множество туристов и существенно способствует наполнению городского бюджета.

## География
В соответствии с данными указанными на сайте центрального статистического органа страны — Бюро переписи населения США, общая площадь города составляет 3,3 квадратных мили (8,5 км²), из которых 3,2 квадратных мили (8,3 км²) занимает суша, а 0,04 квадратных мили (0,10 км² или 1,22%) приходится на водную поверхность.